# Cholsey (stacja kolejowa)
Cholsey – stacja kolejowa we wsi Cholsey w hrabstwie Oxfordshire na liniach kolejowych Great Western Main Line i Cholsey and Wallingford Railway. Na stacji nie zatrzymują się pociągi pośpieszne.

## Ruch pasażerski
Ze stacji korzysta 54 628 pasażerów rocznie (dane za okres od kwietnia 2020 do marca 2021). Posiada bezpośrednie połączenia z Bristolem, Bath Spa, Londynem i Oksfordem. Pociągi odjeżdżają ze stacji w odstępach co najwyżej półgodzinnych w każdą stronę.

## Obsługa pasażerów
Automat biletowy, kasa biletowa, przystanek autobusowy. Stacja dysponuje parkingiem samochodowym na 54 miejsc i rowerowym na 14 miejsc.